# Vester Ejland
Vester Ejland är en ö i Grönland (Kungariket Danmark).   Den ligger i kommunen Qaasuitsup, i den sydvästra delen av Grönland, 500 km norr om huvudstaden Nuuk.